# Düsseldorfer SV 04
Der Düsseldorfer Sportverein 04 Lierenfeld ist ein deutscher Sportverein aus dem Düsseldorfer Stadtteil Lierenfeld.

## Geschichte
Der Klub gründete sich 1904 als Abspaltung vom FC Britannia 02 Düsseldorf unter dem Namen Düsseldorfer SV 04. Unter diesem Namen trat er in der Spielzeit 1909/10 in der Zehnerliga West an, verpasste aber als Tabellenzehnter den Klassenerhalt. 1913/14 nahm der Klub an der Endrunde um die Westdeutsche Meisterschaft teil, die er mit nur einem Sieg in acht Spielen als Fünfter beendete. Zu jener Zeit stand mit Willy Baumgärtner ein Nationalspieler in den Reihen des Klubs, der für die Reichsauswahl 1908 drei Länderspiele, darunter das mit 3:5 gegen die Schweizer Nationalmannschaft erste überhaupt, bestritt so wie ein Länderspiel 1909.
1919 fusionierte der Verein mit dem TV 1847 Düsseldorf zum TSV 1847 Düsseldorf, im Zuge der Reinlichen Scheidung wurde dieser Zusammenschluss sechs Jahre später wieder aufgehoben. 1924 wurde zusätzlich zu Fußball und Leichtathletik eine Handballabteilung gegründet. Die DSV-Handballdamen wurden viermal (1942, 1947, 1948, 1960) Deutscher Meister im Feldhandball. 1936 schloss sich der Verein mit der BSG Stahlunion Düsseldorf zur BSG Stahlunion-DSV 04 Düsseldorf zusammen, ehe er 1941 aufgelöst wurde. 1945 gründete sich der Verein erneut unter dem Namen Düsseldorfer SV 04, später ergänzte er die Stadtteilbezeichnung im Namen und tritt seither unter der aktuellen Bezeichnung an. Die mehrfache deutsche Meisterin und Europameisterin im 800-Meter-Lauf, Karin Kessler, sowie die Fußball-Bundesligaspieler Kurt Borkenhagen, Mohamed Amsif und Adil Chihi begannen ebenfalls ihre Laufbahn beim DSV 04.

## Spielstätte
Spielstätte des Düsseldorfer SV 04 ist die Ernst Poensgen-Kampfbahn / Bezirkssportanlage Lierenfeld am Wilhelm-Heinrich-Weg 2.

## Bekannte ehemalige Spieler
- Willy Baumgärtner, jüngster Nationalspieler bis heute
- Kurt Borkenhagen (als Jugendlicher), später Nationalspieler
- Roman Geschlecht, polnischer U21-Nationalspieler und Bundesligaspieler (Bayer 04 Leverkusen, Hannover 96, FC 08 Homburg)
- Mohamed Amsif (als Jugendlicher), später Bundesligaspieler des FC Augsburg
- Adil Chihi (als Jugendlicher), später Bundesligaspieler des 1. FC Köln